# Теорема о равнобедренном треугольнике

Теорема о равнобедренном треугольнике  — классическая теорема геометрии, утверждающая, что углы, противолежащие боковым сторонам равнобедренного треугольника, равны.
Эта теорема появляется как предложение 5 книги 1 «Начал» Евклида. 
Справедливо и обратное утверждение: если два угла невырожденного треугольника равны, то стороны, противоположные им, также равны.
Теорема справедлива в абсолютной геометрии, а значит и в геометрии Лобачевского, она выполняется также в сферической геометрии.

## Pons asinorum

Чертёж в доказательстве Евклида

Эту теорему, как и (реже) Теорему Пифагора, иногда называют лат. pons asinorum — «мост ослов». Словосочетание известно с 1645 г.
Существуют два возможных объяснения такого названия. Одно состоит в том, что чертёж, используемый в доказательстве Евклида напоминал мост.
Другое объяснение в том, что это первое серьёзное доказательство в «Началах» Евклида — «ослы» его осилить не могут.

## Доказательства

### Евклида и Прокла
Евклид доказывает дополнительно, что если боковые стороны треугольника продолжить за основание, то углы между продолжениями и основанием тоже равны. 
То есть, {\displaystyle \measuredangle CBF=\measuredangle BCG} на чертеже к доказательству Евклида. 
Прокл указывает на то, что Евклид никогда не использует это дополнительное утверждение и его доказательство можно немного упростить, проведя вспомогательные отрезки к боковым сторонам треугольника, а не к их продолжениям.
Остальная часть доказательства проходит почти без изменений. 
Прокл предположил, что второй вывод может быть использован как обоснование в доказательстве последующего предложения, 
где Евклид не рассмотрел все случаи.
Доказательство опирается на предыдущее предложение в «Началах» — на то, что сегодня называют признак равенства треугольников по двум сторонам и углу между ними. 

Доказательство Прокла
Пусть {\displaystyle \triangle ABC} — равнобедренный треугольник с равными сторонами {\displaystyle AB} и {\displaystyle AC}. 
Отметим произвольную точку {\displaystyle D} на стороне {\displaystyle AB} и построим точку {\displaystyle E} на стороне {\displaystyle AC} так, что {\displaystyle AD=AE}. 
Проведём отрезки {\displaystyle DC}, {\displaystyle BE} и  {\displaystyle DE}. 
Поскольку {\displaystyle AD=AE},  {\displaystyle AB=AC} и угол {\displaystyle \angle A} общий, 
по равенству двух сторон и угла между ними, {\displaystyle \triangle BAE\cong \triangle CAD}, а значит равны их соответствующие стороны и углы. 
Отсюда  угол {\displaystyle \measuredangle ABE=\measuredangle ACD} и {\displaystyle \measuredangle AEB=\measuredangle ADC} и {\displaystyle BE=CD}. 
Поскольку {\displaystyle AB=AC} и {\displaystyle AD=AE}, вычитания из равных частей равные получаем {\displaystyle BD=CE}. 
Применяя вновь признак равенства треугольников по двум сторонам и углу между ними, получаем, что {\displaystyle \triangle DBE\cong \triangle ECD}.
Отсюда {\displaystyle \measuredangle BDE=\measuredangle CED} и {\displaystyle \measuredangle BED=\measuredangle CDE}. 
Вычитания из равных частей равные получаем {\displaystyle \measuredangle BDC=\measuredangle CEB}.
Вновь по тому же признаку, получаем, что {\displaystyle \triangle BDC\cong \triangle CEB}.
Следовательно {\displaystyle \measuredangle B=\measuredangle C}.■

### Папп
Прокл также приводит очень короткое доказательство, приписываемое Паппу. 
Оно проще и не требует дополнительных построений. 
В доказательстве применяется признак равенства по двум сторонам и углу между ними к треугольнику и его зеркальному отражению. 
Доказательство Паппа
Пусть {\displaystyle \triangle ABC} — равнобедренный треугольник с равными сторонами {\displaystyle AB} и {\displaystyle AC}.
Применив признак равенства треугольников по двум сторонам и углу между ними, получаем {\displaystyle \triangle ABC\cong \triangle ACB}. 
Действительно, эти треугольники имеют общий угол при вершине {\displaystyle A} и равные прилежащие стороны {\displaystyle AB=AC}.
В частности, {\displaystyle \measuredangle B=\measuredangle C}.■

### Другие

Доказательство Паппа иногда сбивает учеников тем, что нужно сравнивать треугольник «с самим собой».
Поэтому, часто в учебниках даётся следующее более длинное доказательство.
Оно проще чем доказательство Евклида, но использует понятие биссектрисы.
В «Началах» построение биссектрисы угла приводится только в предложении 9. 
Поэтому порядок изложения приходится менять, чтобы избежать возможности кругового рассуждения.
Доказательство
Пусть {\displaystyle \triangle ABC} — равнобедренный треугольник с равными сторонами {\displaystyle AB} и {\displaystyle AC}.
Проведём биссектрису угла {\displaystyle \angle A}.
Пусть {\displaystyle X} — точка пересечения биссектрисы со стороной {\displaystyle BC}. 
Заметим, что {\displaystyle \triangle BAX\cong \triangle CAX} поскольку {\displaystyle \measuredangle BAX=\measuredangle CAX}, {\displaystyle AB=AC} и {\displaystyle AX} общая сторона.
Значит {\displaystyle \measuredangle B=\measuredangle C}.■
Лежандр использует подобные конструкции в своих «Éléments de géométrie», но, принимая {\displaystyle X} как середину {\displaystyle BC}. Доказательство аналогично, но использует признак равенства треугольников по трём сторонам.